# Provincia de Virú
La provincia de Virú es una de las doce que conforman el departamento de La Libertad en el norte del Perú. Limita por el norte con la provincia de Trujillo, por el este con la provincia de Julcán y la provincia de Santiago de Chuco, por el sur con el departamento de Áncash y por el oeste con el océano Pacífico.

## Toponimia
Virú es una expresión muchik que posiblemente signifique 'agricultura variada'. El reino sudamericano Virú era muy floreciente y reconocido en la región en 1530, fue el último reino conquistado por los incas. Los españoles, con Pizarro al frente, denominaron Perú en lugar de Virú al reino que iban a dominar.

## Historia
La provincia de Virú fue creada por Ley n.º 26427, dicha propuesta de creación fue iniciada por las autoridades electas de la Municipalidad Distrital de Virú (en el periodo 1993-1995), encabezadas por su gestor, el entonces alcalde, Carlos Alberto Sánchez Heredia, y aprobada por Resolución Ejecutiva Regional n.º 94-RLL-CTAR emitida por el Consejo Transitorio de la Libertad, de fecha 8 de agosto del año 1994, y remitida a la presidencia del Consejo de Ministros, a través de Oficio n.º 169-94-R.LL-CTAR/PRE, de fecha 10 de agosto de 1994; mediante Ley 26427, publicada en el diario oficial EL Peruano el 5 de enero de 1995, se crea la provincia de Virú, con sus distritos de Chao y Guadalupito, en el gobierno de Alberto Fujimori.

## Geografía
La provincia tiene una extensión de 3214,54 km², que representa el 12,96 % del total departamental, siendo la provincia costera de mayor dimensión geográfica. Comprende los valles costeños de los ríos Virú y Chao y la margen derecha del río Santa, siendo éste su límite meridional, además del desierto que los separa. Algunas zonas desértia se hallan irrigadas por el proyecto Chavimochic mediante la desviación de aguas del río Santa.

### Hidrografía
La provincia de Virú cuenta con un sistema hidrográfico aprovechable tanto para el consumo humano como para la agricultura. Tres importantes ríos atraviesan sus campos de cultivo además del río Santa, que como pocos de la costa tiene agua todo el año, por este motivo es empleado para el Proyecto Chinecas (provincia de Santa) y para el Proyecto Chavimochic.
Los ríos que permiten la agricultura en los terrenos de cultivo de la provincia de Virú son: Virú, Chao, Huamanzaña y Santa. Los ríos Chao y Huamanzaña antes de desembocar en el mar se unen y forman un solo río.
De los cuatro ríos, el río Santa es el único que tiene agua permanente, registra caudales mínimos de 40 m³/s, en épocas de estiaje, hasta 900 m³/s en épocas de lluvia. Durante el fenómeno de El Niño, llegó a tener un caudal de 1600 m³/s. El resto de ríos solo conduce aguas en épocas de lluvia en la sierra.

## Clima
El clima de la provincia de Virú es tropical, está influenciando por la circulación del Pacífico Sur Oriente (corriente de Humboldt), que tiene su origen en los glaciares de la Antártida (corriente que conduce aguas frías) y la corriente de El Niño (cuyo nacimiento se origina en la zona de las aguas ecuatoriales que conduce aguas calientes). Estas dos corrientes marinas influyen directamente en la formación del clima, no solo de la costa sino también del interior de los valles de la provincia de Virú, motivo por el cual el clima es subtropical y árido. La temperatura media anual fluctúa entre los 18 °C y 26 °C, teniendo un promedio superior a los 20 °C. La temperatura superficial del mar es de 19 a 21 °C. La precipitación es muy baja y se considera inferior a 50 mm/año. A pesar de eso la humedad es muy alta pudiéndose aceptar que se encuentra entre 70 % y 80 %. Los vientos son muy fuertes, obligando a los agricultores a emplear cortinas de protección para sus cultivos.
Los vientos dominantes son los del sureste. El clima hace que los terrenos sean secos y el ambiente caluroso.

## Agricultura
La agricultura es muy diversa y se siembra la alcachofa, pimiento piquillo, berenjena, zucchini (calabacín), espárrago verde y espárrago blanco.
Además se siembra la fruta conocida localmente como ciruela (Spondias purpurea), diferente de las ciruelas europeas del género Prunus. Este fruto es de gran importancia cultural en Virú, siendo el evento más notorio la Feria de la Ciruela, que se celebra cada año.

## Gastronomía
El plato singular son los cañanes fritos y la boda.

## División administrativa
Está dividida en tres distritos:
1. Virú
2. Chao
3. Guadalupito

## Capital
La capital de la provincia es la ciudad de Viru, que está a unos cincuenta y cinco minutos aproximadamente de la ciudad de Trujillo.

## Autoridades

### Regionales
- Consejero regional
  - 2019-2022:[1] Mirtha Margot Higa Urquiaga (Súmate)

### Municipales
- 2023-2026[1]
  - Alcalde: Javier Mendoza

### Policiales
- Comisario: Mayor PNP

## Atractivos turísticos
El ámbito jurisdiccional de la provincia de Virú presenta un importante y diversificado potencial turístico, que al ser explotado adecuadamente contribuirá a beneficiar el desarrollo socioeconómico de la zona el variado potencial turístico son de carácter arqueológico, físico, recreativo, económico productivo (Proyecto Chavimochic) y humano.

### Recursos arqueológicos
- Complejo arqueológico de Zaraque: Pirámide de barro perteneciente a la cultura Virú, protegido por murallas, cuya ocupación fue fechada en 1200 a. C. Ubicada a 5 km de la ciudad de Virú, declarada Patrimonio de la Nación mediante RD 676-INC, del 30 de mayo de 2007.[2]

- Complejo arqueológico de Keneto
- Cementerio y castillo de Tomabal
- Castillo Keneto
- Castillo San Juan
- Castillo Huancaco

#### Huacas
- Huaca de Fortuna de Chao
- Huaca de Gallinazo (El Carmelo)
- Huaca Cerro Buena Vista
- Huaca Santa Rosa
- Huaca de las Velas (El Carmelo)
- Huaca de La Plata (El Carmelo)
- Huaca Mochán
- Huaca Temblador
- Huaca Santa Clara
- Huaca de la Cruz
- Huaca Poza de Gato
- Huaca Gallo
- Huaca Toro
- Huaca Larga
- Restos Pampa Colorada y Cerro Batán
- Restos Arqueológicos Cerro Piña
- Zona arqueológica La Ladrillera (Guadalupito)
- Murallas precolombinas o muros incaicos
- Canales incaicos ubicados en campo Nuevo Salinas
- Los Tres Cerritos
- Conjunto Gallinazo
- Los Corralones
- Taita Lucho
- Salinas Chao
- Pur Pur
- Pueblo Indio
- Aguas Calientes
- Cerro Bitín
- Cerro Zaraque

### Recursos físicos-recreativos
- Islas Guañape: Se trata de dos islas y varios islotes que albergan unos mil doscientos lobos marinos chuscos y muchos guanayes. Aquí se descubrieron objetos prehispánicos así como doncellas decapitadas cuyos pechos estaban cubiertos por delgadas láminas de oro.
- Islas Chao, isla Corcovado e isla La Viuda
- Paisajes del valle Virú
- Paisajes del valle Chao
- Paisajes del valle Santa (margen izquierda)
- Puerto Morín y Puerto perdido
- Dunas de las pampas de Jaime, Corcamba y Pampa Blanca
- Lagunas de Nueva Esperanza y Lagunas de Salinas en Guadalupito
- Playas del litoral: playa Puerto Morín, playa Grande, playa Tres Chozas y playa Brava

### Recursos varios-recreativos
- Canal Chavimochic
- Obras de Arte Hidráulico Túnel Intercuencas
- Centrales hidroeléctricas de Virú y Pampa Blanca
- Proyectos agroindustriales de tomate, espárragos y molineros

## Festividades
- Feria de la Ciruela (abril)
- Señor de la Sangre (julio)
- Virgen de los Dolores (diciembre)
- Señor Crucificado (diciembre)
- Virgen del Carmen (julio)